# Vale toerako

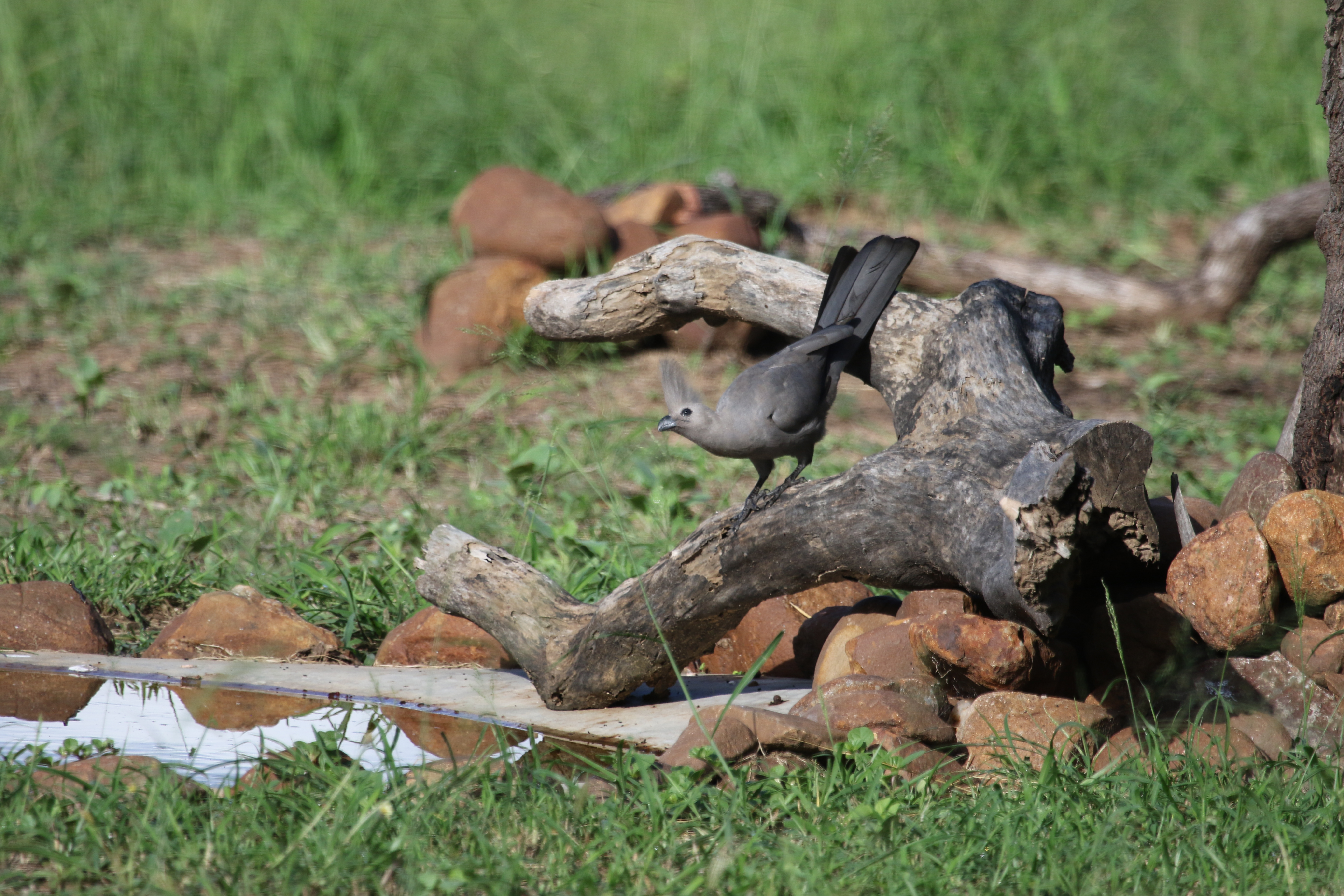
Foto gemaakt in de tuin van Villa Umoja te Hoedspruit (Zuid-Afrika)

De vale toerako (Crinifer concolor, synoniem Corythaixoides concolor) is een vogel uit de familie Musophagidae (toerako's).

## Verspreiding en leefgebied
Deze soort komt voor in zuidelijk Afrika en telt vier ondersoorten:
- C. c. molybdophanes: van noordoostelijk Angola tot zuidelijk Tanzania, noordelijk Malawi en noordelijk Mozambique.
- C. c. pallidiceps: van westelijk Angola tot centraal Namibië.
- C. c. bechuanae: van zuidelijk Angola en noordoostelijk Namibië tot Zimbabwe en noordelijk Zuid-Afrika.
- C. c. concolor: van zuidelijk Malawi en centraal Mozambique tot oostelijk Zuid-Afrika.